# Плугів (зупинний пункт)
Плу́гів — пасажирський залізничний зупинний пункт Тернопільської дирекції Львівської залізниці на електрифікованій  лінії Тернопіль — Львів між станціями Зборів (6 км) та Золочів (14 км). Розташований неподалік села Кам'янисте Золочівського району Львівської області.

## Пасажирське сполучення
Приміське сполучення здійснюється щоденно за напрямком Львів — Тернопіль.